# Camila Benedicto
Camila Mazza de Benedicto (São Paulo, 7 de dezembro de 1977) é uma equestre brasileira.

## Biografia
Camila nasceu na cidade de São Paulo.
No ano de representou o Brasil nos Jogos Olímpicos de Verão de 2008, realizados em Pequim, na China. Camila representou o país em duas provas. No saltos individual, alcançou o décimo lugar.
No salto por equipes, juntamente com Rodrigo Pessoa, Bernardo Alves e Pedro Veniss, o Brasil terminou eliminado, não disputando a final.
No ano de 2012, no Concurso de Saltos Internacional realizado em La Clusaz, na França, terminou em vigésimo primeiro lugar. Em 2020, no Concurso 2 estrelas de Peelbergen, realizado nos Países Baixos, Camila terminou em quinto lugar.